# Przyłęk (Pilchów)
Przyłęk – część wsi Pilchów położona w Polsce,  w województwie podkarpackim, w powiecie stalowowolskim, w gminie Zaleszany.
W latach 1975–1998 Przyłęk należał administracyjnie do województwa tarnobrzeskiego.